# Минаков, Андрей Петрович
Андрей Петрович Минаков (1893—1954) — советский учёный в области механики и педагог.

## Детство. Гимназия. Выбор пути. Университет
Родился в семье известного медика, профессора Московского университета Петра Андреевича Минакова) (мать — Любовь Алексеевна, урожд. Абрикосова). Кроме Андрея в семье были ещё старший сын Сергей (род. 1890) и младшая дочь Люба (род. 1899)
В 1911 году отец Андрея Минакова покинул Университет в знак протеста против действий Кассо. Занятия медициной продолжились в домашних условиях, позже А. П. Минаков вспоминал, что черепа преступников и самоубийц, ежедневно попадавшиеся ему на глаза, порождали в нём «немую жуткость» и восхищение твёрдостью и принципиальностью своего отца.
В 1904 году Андрей Минаков поступил в частную гимназию Г. Шелапутина в Москве, которую окончил в 1911 году с золотой медалью. Вместе с братом уехал в Париж (там, жила его тётка по матери, Глафира Алексеевна Эстель), где в Парижском университете слушал семестровые курсы лекций по физике, химии, зоологии и ботанике; посетил лабораторию П. Кюри:

«Мне показалось, — вспоминал потом Андрей Петрович, — я попал на „дно“, описанное М. Горьким: убогий подвал, темно, плесень на стенах, небольшой стол с пробирками. И это лаборатория великого Кюри!»
В связи с предстоящей операцией среднего уха вернулся в Москву в январе 1912 года.
Осенью 1912 года поступил в Московский коммерческий институт на техническое отделение. В физической лаборатории института начал вести исследовательскую работу, написал первую научную статью (соавтор А. Таль): «О форме интерференционных максимумов рентгеновских лучей» (1915).
Во время Первой мировой войны А. П. Минаков продолжал преподавание; работал также рентгенологом в госпиталях, в 1916—1917 годах заведовал рентгеновским кабинетом 1-го госпиталя Красного креста в Киеве. Написал вторую статью (совместно с С. Новицким) «О ранней диагностике газовой гангрены при помощи рентгеновских лучей» (1917).
В 1917 году он поступил на математическое отделение физико-математического факультета Московского университета, куда вернулся и его отец. В университете учился у С. А. Чаплыгина, Н. Е. Жуковского, Д. Ф. Егорова, Н. Н. Лузина, Л. К. Лахтина, А. А. Власова. С. А. Чаплыгин стал его научным руководителем, дипломная работа была выполнена на тему «О колебаниях маятника с подвижной точкой подвеса». Обучение проходило в сложные годы гражданской войны и последовавшей за ней общей разрухой:

1917 г. Отец возвращен в Университет. Жуковский возникает из дыма «буржуек» на рабфаке. Я единственный слушатель у С. А. Чаплыгина и А. Н. Некрасова. С. А. Чаплыгин читает в снегу лекции— А. П. Минаков

## Научная и педагогическая карьера
В январе 1922 года окончил МГУ и был оставлен в нём научным сотрудником. С 1923 года зачислен преподавателем механики. В том же году был приглашен преподавателем механики в Московский текстильный институт к Л. С. Лейбензону, где впоследствии возглавил кафедру теоретической механики и создал коллектив учёных и преподавателей. Круг научных проблем, которыми он стал заниматься, сформировался в раздел «Динамика и статика нити». Научное развитие этого направления было весьма актуальным в стране в то время в связи с индустриализацией страны, развитием текстильной промышленности, возникновением движения «многостаночников».
В 1926—1927 годах участвовал в деятельности Комиссии при ЦАГИ по изданию трудов профессора Н. Е. Жуковского, отредактировав шесть его статей:
1. «Видоизменение метода Кирхгофа для определения движения жидкости в двух измерениях при постоянной скорости, данной на неизвестной линии тока»,
2. «Определение движения жидкости при каком-нибудь условии, данном на линии тока»,
3. «К вопросу о разрезании вихревых шнуров»,
4. «О движении вихревых колец»,
5. «Обобщение задачи Бьеркнеса о гидродинамических силах, действующих на пульсирующие или осциллирующие тела внутри жидкой массы»
6. «Теоретическое исследование движения подпочвенных вод».

В 1930 году был утверждён профессором механики; в 1935 году ему было присвоено учёное звание профессора теоретической механики.
В 1939—1941 годах — профессор теоретической механики Военно-Воздушной академии им. Н. Е. Жуковского.
30 июня 1941 года защитил докторскую диссертацию «Основы механики нити».
В годы Великой Отечественной войны выполнил ряд исследований, связанных с решением оборонных и военных задач. Вместе с Х. А. Рахматулиным исследовал удар по гибкой нити (эти работы дали научную основу развертывания аэростатов защиты Москвы от авианалетов), определял нагрузки на гусеницы танка при развороте. Оставаясь в Москве продолжал преподавательскую деятельность: 

МГУ был в эвакуации, но что-то частично функционировало. Основное здание (Моховая, 9) было разрушено, и мы помещались на психфаке. Там было ужасно холодно. Профессор Андрей Петрович Минаков по этому поводу имел знаменитое изречение, что аудитории согреваются за счет съеденного студентами хлеба, и эта острота имела под собой все основания.— Д. Е. Охоцимский
Награждён орденом Ленина (1951).
Последние годы его жизни были осложнены заболеванием сердца. На улице ему приходилось останавливаться и пережидать боль, и он уже не выходил из дома без нитроглицерина. Продолжал читать лекции. Скоропостижно скончался от остановки сердца 26 марта 1954 года.

## Педагогическое наследство
А. П. Минаков был одним из самых ярких лекторов по механике в истории отечественного образования. 

К. С. Станиславский, познакомившись с А. П. Минаковым, был поражен его актерским дарованием и звал Андрея Петровича работать в МХАТ. По другой версии, просьба о зачислении в Художественный театр якобы исходила от Минакова, на которую Станиславский ответил так: «Нет, я не возьму вас в свой театр. Мы вас испортим. Вам нужно создавать свой театр».

По воспоминаниям Б. А. Розенфельда Станиславский приглашал Минакова в театр при условии бросить механику, что тот не принял.

## Высказывания
«В воспитательном смысле слово, сказанное в коридоре, много дороже двухчасовой лекции».
«Запишите тему: О праве вектора называться вектором»

## Семья
Жена — Евдокия Васильевна Минакова.
Приемная дочь — Галина Николаевна Гончарова.
Брат — Сергей Петрович Минаков (1890—1914). Окончил гимназию с золотой медалью и в 1909 г. поступил на математическое отделение Физико-математического факультета Московского университета. В 1911 году вслед за отцом покинул Московский университет и учился  на математическом факультете университета в Париже. В 1914 году, в первые дни мобилизации, был призван в действующую армию. Убит в Восточной Пруссии в бою между Гольдапом и Даркеменом 29 августа (11 сентября н.ст.) 1914 года.
Сестра — Любовь Петровна (1899 — ?), врач-физиотерапевт в Боткинской больнице, монахиня в миру.

## Воспоминания
Строго говоря, теоретическая механика, преподававшаяся на 2-м курсе, не была для нас совершенно чуждым предметом. Ведь факультет назывался механико-математическим, предстояло разделение нас на математиков и механиков, и для последних этот предмет был профилирующим. Но лучшие студенты, к которым в то время принадлежал и я, твёрдо знали, что их удел — не какая-то механика, а математика, царица наук.

Механику же я вспомнил по единственной причине — её нам читал Андрей Петрович Минаков. На одной из лекций он сказал: «Пройдёт время, и вы будете вспоминать: читал нам Андрей Петрович, очень занятно читал, а вот что читал — не припомню». Это предсказание исполнилось даже в большей степени, чем можно было рассчитывать. Потому что я забыл не только содержание его лекций, что совершенно естественно, но и главное в них — подробности спектакля. А их, действительно, можно было назвать спектаклями. Сама внешность Андрея Петровича была артистической — пожилой актёр в роли старого профессора. Он играл тоном, мимикой, сыпал шутками, рассказывал байки. <…> И при этом курс был хорошо построен, было понятно, что свой предмет он знает великолепно. За всё это он пользовался огромной симпатией студентов.— (М. Белецкий)

## Награды
- Орден Ленина (1951)